# Asura submarmorata
Asura submarmorata là một loài bướm đêm thuộc phân họ Arctiinae, họ Erebidae.